# Anna Paquin
Anna Helene Paquin (angol kiejtés: [ˈpækwɪn]; Winnipeg, Manitoba, 1982. július 24. –) Oscar-díjas kanadai születésű új-zélandi színésznő. Paquin első filmje a Zongoralecke volt, melyért 1994-ben, 11 éves korában Oscar-díjat nyert mint a legjobb női mellékszereplő – ezzel ő lett a második legfiatalabb nyertes a díj történelmében. Ezután számos sikeres filmben szerepelt, mint például A csaj nem jár egyedül című filmben, a Majdnem híres című filmben és az X-Men-filmsorozatban.
Paquin a Inni és élni hagyni című televíziós sorozatban Sookie Stackhouse szerepét alakítja, melyért 2009-ben Golden Globe-díjat nyert mint a legjobb női főszereplő drámai tévésorozatban.

## Gyermekkora
Paquin a Manitoba tartományi Winnipegben született Mary Paquin új-zélandi, közelebbről wellingtoni angoltanár és Brian Paquin kanadai testnevelő tanár lányaként. Paquinnek két idősebb testvére van: egy bátyja, Andrew, aki rendező (született 1977-ben), és egy nővére, Katya (született 1980-ban). Paquin családja Új-Zélandra költözött, amikor négyéves volt. Nyolc vagy kilencéves koráig a Raphael House Rudolf Steiner Schoolba járt. Gyermekkorában tornázott és balettozott.
Paquin egy wellingtoni leányiskolában kezdte meg középiskolai tanulmányait, viszont Los Angelesben, a Windward Schoolban fejezte be 2000 júniusában, ahová 1996-ban költözött édesanyjával, miután szülei elváltak. 2000-ben New Yorkba költözött, hogy a Columbia Egyetemen tanuljon művészetet és társadalomtudományt, de egy év után otthagyta az egyetemet, hogy folytathassa a színészi pályát.

## Pályafutása

### Gyermekszínészként
1991-ben Új-Zélandon történt, hogy Paquin véletlenül színész lett. Jane Campion rendező egy kislányt keresett, aki kulcsfontosságú szerepet játszhatna a Zongoralecke (The Piano) című filmben, amelyet Új-Zélandon készültek forgatni, és egy újsághirdetésben bejelentették a meghallgatást. Paquin nővérének egyik barátja elolvasta a hirdetést, és el is mentek a meghallgatásra; végül Paquin is csatlakozott hozzájuk. Amikor Campion találkozott Paquinnel – aki addigi egyetlen színészi tapasztalatát egy borzként szerezte egy iskolai színdarabban –, nagyon lenyűgözte a kilencéves kislány alakítása, és őt választották ki az 5000 jelentkező közül.
Amikor 1993-ban megjelent a Zongoralecke, kritikusok dicsérték, számos díjat nyert filmfesztiválokon, és végül széles körben népszerű lett. Paquin a filmbeli debütáló alakításáért Oscar-díjat kapott mint a legjobb női mellékszereplő, és ezzel ő lett a második legfiatalabb nyertes – Tatum O’Neal után – az Oscar-díj történelmében. A Zongoraleckét egy kis független filmként készítették, nem gondolták, hogy ilyen széles körben ismert lesz, és Paquin és a családja nem tervezte a színészi pálya folytatását. Paquin 1994-ben szerepelt az MCI telefontársaság (most már Verizon) néhány reklámjában. Szintén 1994-ben a hangját adta a The Magnificent Nose című hangoskönyvhöz.
1996-ban két filmben is szerepelt: a Jane Eyre című filmben a fiatal Jane Eyre-t alakította; a Repülj velem! (Fly Away Home) című filmben pedig egy fiatal lányt alakított, aki szülei válása után édesapjához költözik, ahol elárvult kanadai vadludakat gondoz.
Tinédzserként 1997 és 1999 között szerepelt még a következő filmekben: The Member of the Wedding, Amistad, Zűrzavar (Hurlyburly), Séta a Holdon (A Walk on the Moon), A csaj nem jár egyedül (She's All That) és A hangos revolverek városa (It's the Rage).

### X-Men és azon túl
Paquin 2000-ben újra előtérbe került az X-Men – A kívülállók című Marvel Comics-filmben alakított szerepével mint Vadóc, a mutáns szuperhősnő. A film folytatása, az X-Men 2 2003-ban jelent meg, a trilógia harmadik része, az X-Men: Az ellenállás vége pedig 2006-ban.

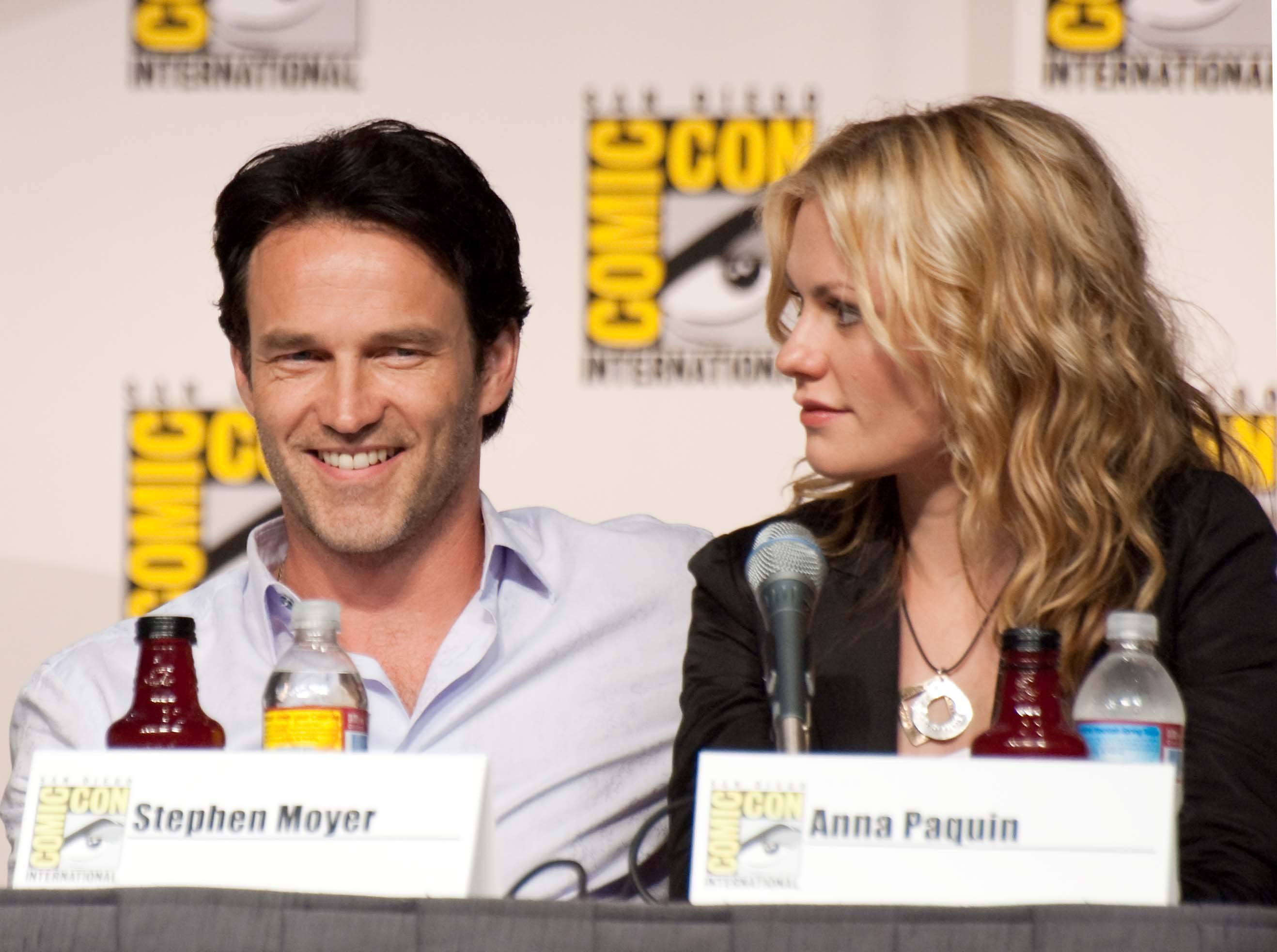
Paquin férjével, Stephen Moyerrel 2009-ben a Comic-Conon

2000 és 2007 között számos filmben játszott főszerepet; 2000-ben a Majdnem híres (Almost Famous) és a Fedezd fel Forrestert! (Finding Forrester) című filmben – utóbbiban Sean Connery volt a főhős. 2001-ben a Buhersereg (Buffalo Soldiers) című filmben Joaquin Phoenix és Ed Harris oldalán szerepelt. 2002-ben a Darkness – A rettegés háza című horrorfilmben a főhőst alakította, majd Az utolsó éjjel (25th Hour) című filmben olyan színészek mellett szerepelt, mint Edward Norton, Philip Seymour Hoffman és Brian Cox. 2007-ben a Mosaic című animációs filmben ő adta a főszereplő hangját, majd még ugyanebben az évben három filmben is szerepelt: a Blue State című filmben producerként is közreműködött, mivel a filmet a Paquin Films gyártó cég készítette, melyet Paquin és a bátyja, Andrew alapított; a Wounded Knee-nél temessétek el a szívem című filmben nyújtott alakításáért Emmy- és Golden Globe-díjra jelölték mint a legjobb női mellékszereplő; majd szerepelt az Adsz vagy kapsz (Trick 'r Treat) című horrorfilmben is.
2008-tól Paquin a True Blood – Inni és élni hagyni című HBO-tévésorozatban Sookie Stackhouse pincérnőt alakítja, aki a sorozat főhőse. A sorozat Charlaine Harris True Blood (eredeti címén The Southern Vampire Mysteries) című könyvsorozatán alapul, és egy Louisiana állami kitalált városban, Bon Temps-ban játszódik. Paquin a sorozatban nyújtott alakításáért 2009-ben Golden Globe-díjat nyert mint a legjobb női főszereplő drámai tévésorozatban, sőt egy Satellite-díjat is kapott 2008-ban hasonló kategóriában.
2009-ben Paquin a The Courageous Heart of Irena Sendler című CBS-tévéfilmben a lengyel Irena Sendlert alakította, aki a Holokauszt egyik hőse volt. Paquint alakításáért Golden Globe-díjra jelölték mint a legjobb női főszereplő. 2010-ben a The Romantics című filmben Josh Duhamel és Katie Holmes oldalán játszotta a főszerepet, majd még ugyanebben az évben az Open House című filmben férje, Stephen Moyer mellett szerepelt – a filmet bátyja, Andrew rendezte és írta. 2011-ben két filmben is szerepelt: a Sikoly 4 című horrorfilmben egy kisebb szerepet kapott, a Margaret című filmben pedig Matt Damon és Mark Ruffalo oldalán játssza a főszerepet. A Straight A's című vígjátékban Ryan Phillippe mellett fog szerepelni.

## Magánélete
2009. augusztus 5-én bejelentették, hogy Paquint Hawaii-on eljegyezte a True Blood másik sztárja, Stephen Moyer, akivel már a sorozat első évadjának forgatása óta, vagyis 2007 óta randevúztak. Paquin és Moyer 2010. augusztus 21-én házasodtak össze egy malibui magánlakásban. Paquinnek van egy mostohafia, Billy (született 2000-ben) és egy mostohalánya, Lilac (született 2002-ben). Paquin és Moyer a Los Angeles-i Venice-ben laknak.
2010. április 1-jén Paquin a Give a Damn kampány egy közszolgálati közleményében nyilvánosan felvállalta, hogy biszexuális. A kampány a Cyndi Lauper által szervezett True Colors Fund nevű érdekképviseleti csoport részeként működik, melyet az LMBT-egyenlőségnek dedikáltak.

## Filmográfia

### Film
| Év   | Magyar cím                 | Eredeti cím             | Szerep                         | Magyar hang        |
| ---- | -------------------------- | ----------------------- | ------------------------------ | ------------------ |
| 1993 | Zongoralecke               | The Piano               | Flora McGrath                  | Molnár Ilona       |
| 1996 | Jane Eyre                  | Jane Eyre               | fiatal Jane Eyre               | Nemes Takách Kata  |
| 1996 | Repülj velem!              | Fly Away Home           | Amy Alden                      | Molnár Ilona       |
| 1996 | Repülj velem!              | Fly Away Home           | Amy Alden                      | Nagy Katica        |
| 1997 | Amistad                    | Amistad                 | Izabella királynő              | Mánya Zsófia       |
| 1998 | Zűrzavar                   | Hurlyburly              | Donna                          | Vadász Bea         |
| 1999 | Séta a Holdon              | A Walk on the Moon      | Alison Kantrowitz              | Mezei Kitty        |
| 1999 | A csaj nem jár egyedül     | She's All That          | Mackenzie Siler                | Dögei Éva          |
| 1999 | A hangos revolverek városa | It's the Rage           | Annabel Lee                    | Mezei Kitty        |
| 2000 | X-Men – A kívülállók       | X-Men                   | Vadóc / Marie                  |                    |
| 2000 | Majdnem híres              | Almost Famous           | Polexia Aphrodisia             | Vadász Bea         |
| 2000 | Fedezd fel Forrestert!     | Finding Forrester       | Claire Spence                  | Nemes Takách Kata  |
| 2001 | Buhersereg                 | Buffalo Soldiers        | Robyn Lee                      | It's the Rage      |
| 2002 | Darkness – A rettegés háza | Darkness                | Regina                         | Nemes Takách Kata  |
| 2002 | Az utolsó éjjel            | 25th Hour               | Mary D’Annunzio                | Haffner Anikó      |
| 2003 | X-Men 2.                   | X2                      | Vadóc / Marie                  | Szénási Kata       |
| 2003 | Laputa – Az égi palota     | Tenku no shiro Rapjyuta | Sheeta (angol hangja)          |                    |
| 2004 | Gőzfiú                     | Suchimuboi              | James Ray Steam (angol hangja) |                    |
| 2005 | A tintahal és a bálna      | The Squid and the Whale | Lili                           | Szénási Kata       |
| 2006 | X-Men: Az ellenállás vége  | X-Men: The Last Stand   | Vadóc / Marie                  | Szénási Kata       |
| 2007 |                            | Mosaic                  | Maggie (hangja)                |                    |
| 2007 | Irány Kanada!              | Blue State              | Chloe Hamon                    |                    |
| 2007 | Adsz vagy kapsz            | Trick 'r Treat          | Laurie                         | Bogdányi Titanilla |
| 2010 | Romantikus lelkek          | The Romantics           | Lila Hayes                     | Urbán Andrea       |
| 2010 |                            | Open House              | Jennie                         |                    |
| 2011 | Sikoly 4.                  | Scream 4                | Rachel Milles (cameo)          | Nemes Takách Kata  |
| 2011 |                            | The Carrier (rövidfilm) | Kim                            |                    |
| 2011 | Margaret                   | Margaret                | Lisa Cohen                     | Molnár Ilona       |
| 2012 |                            | Straight A's            | Katherine                      |                    |
| 2015 | Dínó tesó                  | The Good Dinosaur       | Ramsey (hangja)                | Varga Gabriella    |
| 2018 |                            | Furlough                | Lily Benson                    |                    |
| 2018 | Búcsúpohár                 | The Parting Glass       | Colleen                        | Csuha Borbála      |
| 2018 |                            | Tell It to the Bees     | Dr. Jean Markham               |                    |
| 2019 | Az ír                      | The Irishman            | Peggy Sheeran                  | Mezei Kitty        |
| 2021 | Esélytelenből halhatatlan  | American Underdog       | Brenda Warner                  | Huszárik Kata      |
| 2023 | Jessica útja               | True Spirit             | Julie Watson                   | Pap Katalin        |

### Televízió
| Év        | Magyar cím                              | Eredeti cím                           | Szerep            | Megjegyzések                             |
| --------- | --------------------------------------- | ------------------------------------- | ----------------- | ---------------------------------------- |
| 1997      |                                         | The Member of the Wedding             | Frankie Addams    | tévéfilm                                 |
| 2005      | Joan of Arc                             |                                       | Jeanne            | csak hang tévéfilm                       |
| 2007      | Wounded Knee-nél temessétek el a szívem | Bury My Heart at Wounded Knee         | Elaine Goodale    | tévéfilm                                 |
| 2008–2014 | True Blood – Inni és élni hagyni        | True Blood                            | Sookie Stackhouse | főszereplő magyar hangja Kovács Patrícia |
| 2009      |                                         | The Courageous Heart of Irena Sendler | Irena Sendler     | tévéfilm                                 |
| 2011      | Phineas és Ferb                         | Phineas and Ferb                      | Kristen (hangja)  | 1 epizód                                 |
| 2013      |                                         | Susanna                               | Katie             | 6 epizód                                 |
| 2016      | Gyökerek                                | Roots                                 | Nancy Holt        | 1 epizód                                 |
| 2017      |                                         | Bellevue                              | Annie Ryder       | 8 epizód (vezető producer)               |
| 2017      |                                         | Alias Grace                           | Nancy Montgomery  | 5 epizód                                 |
| 2017      |                                         | Philip K. Dick's Electric Dreams      | Sarah             | 1 epizód                                 |
| 2019      | A viszony                               | The Affair                            | Joanie Lockhart   | 8 epizód                                 |
| 2019–2020 |                                         | Flack                                 | Robyn             | 12 epizód (vezető producer)              |
| 2021      | Modern szerelem                         | Modern Love                           | Isabelle          | 1 epizód                                 |
| 2022      |                                         | A Friend of the Family                | Mary Ann Broberg  | minisorozat (9 epizód)                   |

## Díjak és jelölések

### Film
Zongoralecke
- Film Critics Circle of Australia Díj: Legjobb női mellékszereplő[31]
- Los Angeles Film Critics Association Díj: Legjobb női mellékszereplő[32]
- Oscar-díj: Legjobb női mellékszereplő[33]
- Jelölés—Chicago Film Critics Association Díj: Legjobb női mellékszereplő[31]
- Jelölés—Golden Globe-díj: Legjobb női mellékszereplő[7]

Repülj velem!
- Jelölés—Young Artist Díj: Legjobb fiatal női főszereplő (film)[34]
- Jelölés—YoungStar-díj: Legjobb fiatal női szereplő (filmdráma)[31]

Séta a Holdon
- Jelölés—Young Artist Díj: Legjobb fiatal női mellékszereplő (film)[35]
- Jelölés—YoungStar-díj: Legjobb fiatal női szereplő (filmdráma)[31]

X-Men – A kívülállók
- Jelölés—Blockbuster Entertainment Díj: Kedvenc női szereplő (sci-fi)[31]
- Jelölés—MTV Movie Díj: Legjobb csapat (megosztva: Halle Berry, Hugh Jackman, James Marsden)[36]
- Jelölés—Szaturnusz-díj: Legjobb fiatal szereplő[31]

Majdnem híres
- Jelölés—MTV Movie Díj: Legjobb csók (megosztva: Shawn Ashmore)[37]
- Jelölés—Teen Choice Díj: Választott szereplők (film) (megosztva: Shawn Ashmore)[31]

A tintahal és a bálna
- Gotham-díj: Legjobb szereplők[38]

### Televízió
The Member of the Wedding
- Jelölés—Young Artist Díj: Legjobb fiatal női főszereplő (tévéfilm/pilot epizód/minisorozat)[39]

Wounded Knee-nél temessétek el a szívem
- Jelölés—Emmy-díj: Legjobb női mellékszereplő (minisorozat vagy tévéfilm)[16]
- Jelölés—Golden Globe-díj: Legjobb női mellékszereplő (televíziós sorozat, televíziós minisorozat vagy tévéfilm)[7]
- Jelölés—Screen Actors Guild Díj: Legjobb női szereplő (tévéfilm vagy televíziós minisorozat)[40]

True Blood – Inni és élni hagyni
- Golden Globe-díj: Legjobb női főszereplő (drámai tévésorozat) (2009)[7]
- Satellite-díj: Legjobb női szereplő (drámai tévésorozat) (2008)[18]
- Satellite-díj: Legjobb szereplők (televízió) (2009)[41]
- Screamfest Filmfesztivál: Közönségdíj: Legjobb női szereplő (horror) (2009)[31]
- Jelölés—Golden Globe-díj: Legjobb női főszereplő (drámai tévésorozat) (2010)[7]
- Jelölés—People's Choice Díj: Kedvenc női szereplő (drámai tévésorozat) (2010)[42]
- Jelölés—Satellite-díj: Legjobb női szereplő (drámai tévésorozat) (2010)[31]
- Jelölés—Screen Actors Guild Díj: Legjobb szereplők (drámai tévésorozat) (2010)[43]
- Jelölés—Szaturnusz-díj: Legjobb női szereplő (televízió) (2009, 2010, 2011)[31]
- Jelölés—Teen Choice Díj: Választott női szereplő (fantasy/sci-fi tévésorozat) (2010)[31]

The Courageous Heart of Irena Sendler
- Jelölés—Golden Globe-díj: Legjobb női főszereplő (televíziós minisorozat vagy tévéfilm)[7]